# Gasthaus Ilge (Arnegg SG)

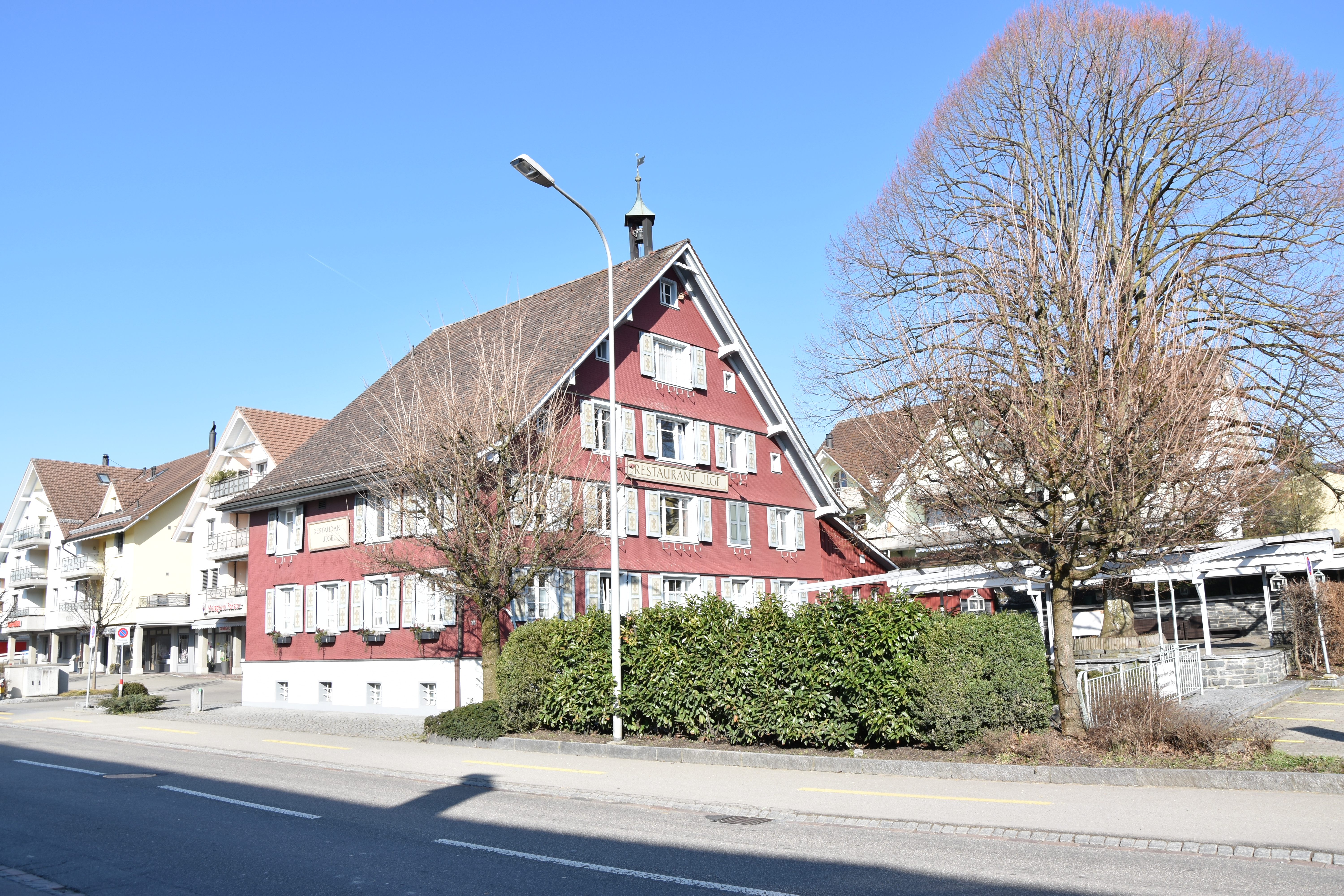
Das Gasthaus Ilge an der Bischofszellerstrasse 336 in Arnegg SG. Aufnahme aus dem Jahr 2023.

Das Gasthaus Ilge liegt an der Bischofszellerstrasse 336 in Arnegg SG in der Schweiz. Es wurde wohl im frühen 18. Jahrhundert erbaut. Die früheste Erwähnung des Wirtshauses, damals noch unter dem Namen «Zapfen», findet sich 1720. Zu jener Zeit gehörte das Gebäude Johannes Elser, dem Ammann zu Niederarnegg.

## Architektonische Merkmale
Das Haus mit seiner steilen Giebelfassade, dem rot gestrichenen Schindelschirm und Dachreiter erfuhr 1984 eine Gesamtrenovation. Denkmalpfleger Benito Boari schrieb dazu: «Leider fanden bis in die neuste Zeit immer wieder bauliche Eingriffe statt, die wenig Rücksicht auf die alte Substanz nahmen. Anlässlich einer Wohnungsrenovation trat im ehemaligen Saal im ersten Stock eine Ausmalung von guter Qualität zutage. Die Holzdecke und die Bohlenwände zeigten barocke Pflanzen- und Rankenmotive von bäuerlich-rustikalem Zuschnitt. Soweit möglich, wurden die Malereien sichtbar belassen und im Herbst 1984 restauriert.»